# پل وینفیلد
پل وینفیلد (انگلیسی: Paul Winfield؛ زاده ۲۲ مهٔ ۱۹۳۹ درگذشته ۷ مارس ۲۰۰۴) یک هنرپیشه اهل ایالات متحده آمریکا بود. وی بین سال‌های ۱۹۶۵ تا ۲۰۰۴ میلادی فعالیت می‌کرد.
از فیلم‌ها یا برنامه‌های تلویزیونی که وی در آن نقش داشته است می‌توان به هاکلبری فین ، نابودگر، مریخ حمله می‌کند!، رونوشت کاربنی اشاره کرد.